# Ильинское (Пречистенский сельский округ)
Ильинское — деревня в Пречистенском сельском округе Пречистенского сельского поселения Первомайского района Ярославской области России. 

## География
Деревня расположена на реке Соть в 14 км на юг от райцентра посёлка Пречистое.

## История
В селе было две церкви: Всемилостивого Спаса и Св. Пророка Илии. Первая построена в 1800 году помещицей Елизаветой Афанасьевной Нелидовой. С этим храмом были соединены два теплых придела: Смоленской Божией матери и во имя Св. Николая Чудотворца. Второй храм построен на средства прихожан в 1808 году той же помещицей Нелидовой. С этим храмом тоже были соединены два придела: во имя Свят. Праведной Елизаветы и Св. Мученицы Параскевы. 
В конце XIX — начале XX века село входило в состав Черностаевской волости (позднее — в составе Пречистенской волости) Любимского уезда Ярославской губернии.
С 1929 года село являлось центром Ильинского сельсовета Даниловского района, в 1935 — 1963 годах в составе Пречистенского района, в 1980-х годах — в составе Пречистенского сельсовета, с 2005 года — в составе Пречистенского сельского поселения.

## Население
| 1859 | 1914 | 2002 | 2007 | 2010 |
| ---- | ---- | ---- | ---- | ---- |
| 108  | ↗164 | ↘33  | ↘30  | ↘23  |

## Достопримечательности
В селе расположена недействующая Церковь Илии Пророка (1808).